# Stadio Paul Biya
Lo stadio Paul Biya (in francese Stade Paul-Biya d'Olembé) è un impianto sportivo multifunzione camerunense di Yaoundé.
Progettato dallo studio http://www.shesa.it/SHESA, arch. Suarez e realizzato dalla società Piccini di Perugia, le strutture sono state progettate da MJW Structures del Prof. Ing. Massimo Majowiecki, la struttura della copertura è stata costruita dall'impresa di Vazzola (Treviso) Maeg costruzioni.

## Storia
La prima partita dello stadio è stata Camerun-Malawi, valida per le qualificazione ai mondiali di calcio 2022 e finita 2-0.
Nel 2022 ha ospitato la Coppa d'Africa 2021: vi si sono giocate cinque delle sei partite del gruppo A (compresa quella inaugurale tra Camerun-Burkina Faso finita 2-1), e una delle otto partite degli ottavi di finale (Camerun-Comore), più la semifinale e la finale. Lo stadio avrebbe dovuto ospitare anche un quarto di finale, Egitto-Marocco, che però è stato spostato poi allo Stadio Ahmadou Ahidjo di Yaoundé a causa di un incidente prima della partita Camerun-Comore causato da un ammassamento fuori dallo Stadio Paul Biya, e che ha provocato otto morti e decine di feriti. Anche la semifinale e la finale erano inizialmente state spostate per questo motivo allo stadio Ahmadou Ahidjo, ma sono state poi giocate allo stadio Paul Biya come programmato.

## Incontri internazionali

### Qualificazioni mondiale 2022
| Arbitro: | Ndala Ngambo |

|                                 |           |  |
| Aboubakar 9’ Ngadeu-Ngadjui 22’ | Marcatori |  |

### Coppa delle nazioni africane 2021

#### Fase a gironi
| Arbitro: | Mustapha Ghorbal |

|                                    |           |             |
| Aboubakar 40’ (rig.), 45+3’ (rig.) | Marcatori | 24’ Sangaré |

| Arbitro: | Rodrigues de Carvalho |

|  |           |               |
|  | Marcatori | 45+1’ Tavares |

| Arbitro: | Jean Jacques Ndala Ngambo |

|                                        |           |            |
| Toko Ekambi 8’, 67’ Aboubakar 53’, 55’ | Marcatori | 4’ Hotessa |

| Arbitro: | Amin Omar |

|  |           |           |
|  | Marcatori | 39’ Bandé |

| Arbitro: | Sadok Selmi |

|                  |           |               |
| G. Rodrigues 53’ | Marcatori | 39’ Aboubakar |

#### Ottavi di finale
| Arbitro: | Tessema Weyesa |

|                               |           |                |
| Toko Ekambi 29’ Aboubakar 70’ | Marcatori | 80’ M'Changama |

#### Semifinali
| Arbitro: | Gassama |

|                                     |                      |                          |
| Aboubakar Moukoudi Lea Siliki N'Jie | Tiri di rigore 1 – 3 | Zizo Abdel Monem Lasheen |

#### Finale
| Arbitro: | Gomes |

|                                           |                      |                                     |
| Koulibaly A. Diallo B. Sarr B. Dieng Mané | Tiri di rigore 4 – 2 | Zizo Abdel Monem Mar. Hamdi Lasheen |